# 拉烏里韋
拉烏里韋是哥倫比亞的城鎮，位於該國中部，由梅塔省負責管轄，始建於1865年，面積6,037平方公里，海拔高度835米，2005年人口8,180，人口密度每平方公里1.35人。

## 歷史
烏裡韋的人口可以追溯到1886年，根據1921年第940號法令，烏裡韋於1921年升格為市，其中包括聖胡安德阿拉馬大都會區。
1925年，烏裡韋不再是市鎮，再次改為corregimiento endencias。然而，烏裡韋市區內最古老。它的名字與安東尼奧·烏裡韋（Antonio Uribe）的姓氏相對應，他是哥倫比亞大莊園主公司的兩個合夥人之一，該公司在獲得官方許可的情況下炸毀了該地區巨大的奎寧天然森林。其歷史淵源大約可以追溯到1865年，當時Herrera和Uribe公司旗下的quinera公司Compañía Columbia同意建造一座城鎮，以便對政府特許經營的大片空置土地進行商業管理，這些土地擁有豐富的土地資源。尤其是奎寧的天然林，奎寧是當時國際市場上需求量大的藥用元素。
3°14′27″N 74°21′13″W / 3.24083°N 74.35361°W
1. ↑  . www.uribe-meta.gov.co.   [22 May 2022]. （原始内容存档于28 May 2015）.